# Bert Sprotte

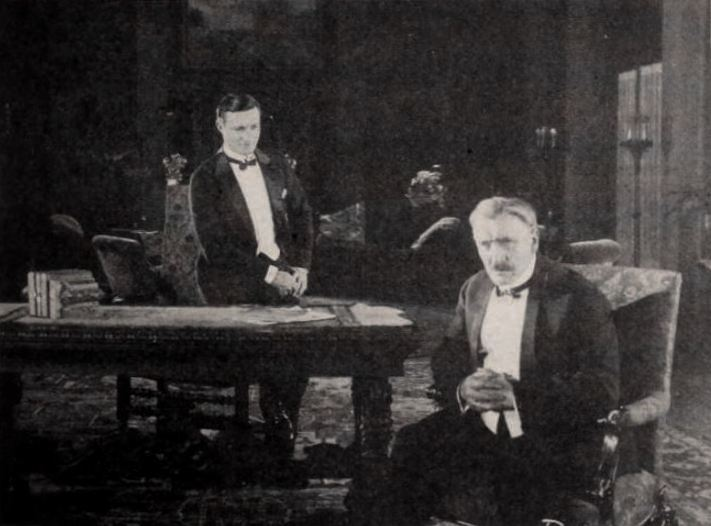
Bert Sprotte (rechts) mit Tom Mix im Film Trailin’ (1921)

Bert Sprotte, eigentlich Berthold Sprotte, (* 9. Dezember 1870 in Chemnitz, Königreich Sachsen; † 30. Dezember 1949 in Los Angeles, Kalifornien, USA) war ein deutscher Filmschauspieler beim US-amerikanischen Film. Sein filmisches Schaffen umfasst mehr als 80 Filme zwischen 1918 und 1938. Er erhielt insbesondere während der Stummfilmzeit viele größere Charakterrollen, nach Anbruch des Tonfilms wurden seine Rollen zunehmend kleiner.

## Filmografie
- 1918: Selfish Yates
- 1918: Shark Monroe
- 1918: The Border Wireless
- 1918: Vive la France!
- 1919: Breed of Men
- 1919: Broth for Supper
- 1919: Tempest Cody Bucks the Trust
- 1919: The Brute Breaker
- 1919: The Girl from Outside
- 1919: The Shepherd of the Hills
- 1919: The World Aflame
- 1919: Der Siedlertreck (Wagon Tracks)
- 1920: Guile of Women
- 1920: Jes' Call Me Jim
- 1920: Out of the Dust
- 1920: The Deceiver
- 1920: The Golden Trail
- 1920: Two Moons
- 1921: Below the Deadline
- 1921: Bob Hampton of Placer
- 1921: O’Malley of the Mounted
- 1921: The Blazing Trail
- 1921: The Night Horsemen
- 1921: Trailin’
- 1921: White Oak
- 1922: Bahn frei! (A Question of Honor)
- 1922: Blue Blazes
- 1922: Conquering the Woman
- 1922: Der Blitzbeißer
- 1922: Hungry Hearts
- 1922: Silver Spurs
- 1922: The Fighting Streak
- 1922: The Ropin' Fool (Short)
- 1922: Thelma
- 1923: Purple Dawn
- 1923: Rosita
- 1923: Die Tochter des Nordens (Snowdrift)
- 1923: Soul of the Beast
- 1923: The Miracle Baby
- 1923: The Prisoner
- 1923: Trimmed in Scarlet
- 1923: Wild Bill Hickok
- 1924: Die Frau, die betrogen wurde (The Shooting of Dan McGrew)
- 1924: Der lachende Kavalier (His Hour)
- 1924: Jackie, der kleine Robinson
- 1924: Singer Jim McKee
- 1925: Ein König im Exil (Confessions of a Queen)
- 1925: The Ace of Spades
- 1925: The Human Tornado
- 1925: The White Desert
- 1925: Why Women Love
- 1927: Das Liebesleben der schönen Helena
- 1927: Die gestohlene Braut (The Stolen Bride)
- 1927: Life of an Actress
- 1927: The Fighting Hombre
- 1927: Wild Geese
- 1928: Und ein stolzer Hahn dazu (Pass the Gravy)
- 1929: Married in Hollywood
- 1930: A Royal Romance
- 1931: Dämon des Meeres
- 1932: A Passport to Hell
- 1933: Captured!
- 1933: Song of the Eagle
- 1934: Das leuchtende Ziel (One Night of Love)
- 1934: Die Rothschilds (The House of Rothschild)
- 1934: Manhattan Melodrama
- 1934: Zirkus Barnum (The Mighty Barnum)
- 1934: Jagd nach dem Glück (The Pursuit of Happiness)
- 1935: Das schwarze Zimmer (The Black Room)
- 1935: Die Spielhölle von San Francisco
- 1936: Draculas Tochter (Dracula's Daughter)
- 1936: One in a Million
- 1937: It Could Happen to You!
- 1937: Lancer Spy
- 1937: The Road Back
- 1937: Thin Ice
- 1938: Die Eiskönigin
- 1938: The Baroness and the Butler